# Гермель
Герме́ль (араб. الهرمل) — місто на північному сході Лівану, на території провінції Бекаа. Адміністративний центр кади Гермель.

## Географія

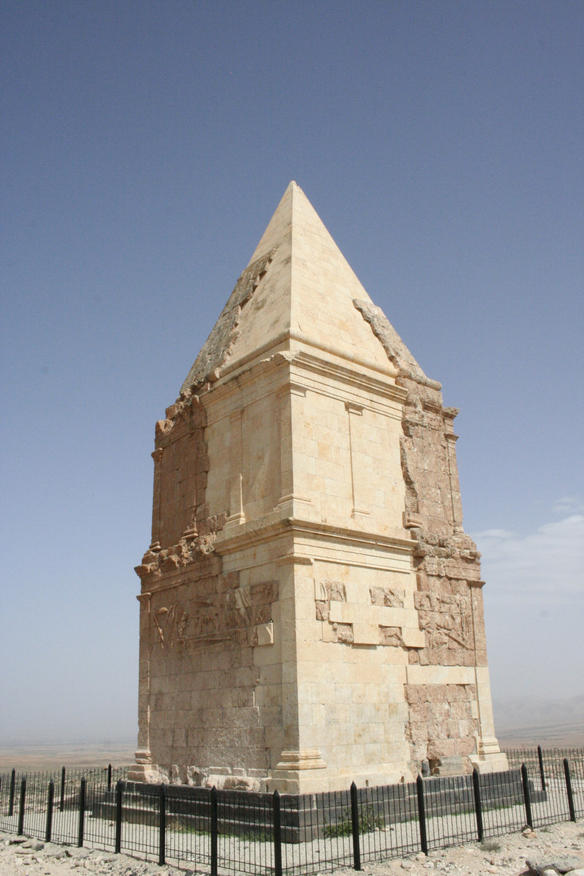
Піраміда, розташована на околиці міста

Місто розташоване в північній частині провінції, на території однойменної рівнини, на лівому березі річки Оронт, на відстані приблизно 73 кілометрів на північний схід від міста Захла і на відстані 95 кілометрів до північний схід від столиці країни Бейрута. Абсолютна висота — 696 метрів над рівнем моря.

## Населення
За оцінками 2013 року чисельність населення міста становила 24 678 осіб.

## Пам'ятки
В околицях міста розташована піраміда (Kamouh el Hermel), побудована в I-II століттях до н. е. Також поблизу від Хермеля розташована низка пам'яток, що належать до періоду так званого пастушого неоліту.

## Громадянська війна в Сирії
28 травня 2013 року місто було обстріляне сирійськими повстанцями, що на той час були дислоковані сирійському місті Аль-Кусейр. На території міста розірвалося три ракети, при цьому поранення отримали троє мирних жителів.